# Granås
Granås is een plaats in de gemeente Ale in het landschap Västergötland en de provincie Västra Götalands län in Zweden. De plaats heeft 70 inwoners (2005) en een oppervlakte van 17 hectare.